# Ізотопна поширеність
Ізото́пна поши́реність (або поши́реність ізото́пів) — відносна кількість атомів різних ізотопів одного хімічного елементу. Як правило виражається у відсотках до суми атомів усіх довгоживучих (з періодом напіврозпаду Т > 3× 108 років) ізотопів даного елемента в середньому в природі (або з віднесенням до того чи іншого природного середовища, планети, регіону і т. п.). Точне вимірювання ізотопної поширеності має велике значення для визначення атомних мас елементів.